# 昆虫学
昆虫学是以昆虫为研究对象的科学。从事昆虫研究的人称作昆虫学家。遍及全球的昆虫学家对昆虫进行观察、收集、饲养和试验，他们所进行的研究涵盖了整个生物学规律的范畴，包括进化、生态学、行为学、形态学、生理学、生物化学和遗传学等方面。这些研究的总体特征就是研究的生物体是昆虫。
生物学家选择研究昆虫作为科学研究材料，从中揭开了很多自然之谜，最突出的例子就是以果蝇（Drosophia melanogaster）为材料发展起来的遗传学。以昆虫为研究材料的优点：昆虫易于饲养，生活周期短，能在短时间内获得大量个体；昆虫是开放循环的动物，器官和内分泌腺的移植比较容易，无脊椎动物的生理问题很多都是以昆虫为实验材料研究的；昆虫作为研究材料不像灵长类动物容易受到社会和道德约束。
昆虫学家除了从事基础研究、揭示昆虫生长发育之规律外，在很多情况下主要是从事有害昆虫的防治研究及有益昆虫的利用研究。昆虫学家的责任就在于掌握自然规律，控制昆虫、管理昆虫，使其“有害不害，有益更益”。
随着人类的生产活动和科学试验，以及其他基础学科的发展和学科间的交叉渗透，昆虫学已由描述阶段、实验阶段进入分子生物学阶段，正朝着宏观和微观两个方面发展，在学科发展过程中，昆虫学逐渐形成了自己的许多分支学科。

## 普通昆虫学
又称基础昆虫学，偏重于对昆虫本身生命形式及生命规律的探索，主要包括：

### 昆虫形态学
研究昆虫的结构、外部構造、功能、起源及演化。有比较形态学、功能形态学、发育形态学、超微形态学、动力形态学等分支。

### 昆虫生物学
研究昆虫的胚胎发育、胚后发育、变态、习性，昆虫胚胎学、社会昆虫生物学等都属于广义的昆虫生物学范围。

### 昆虫行为学
研究昆虫的行为类型、模式及其行为产生机制。有行为生态学、行为遗传学等分支。

### 昆虫分类学
研究昆虫的鉴别和它们的系谱关系，涉及昆虫的鉴别、命名、分类及各阶元间亲缘关系和进行途径等。近年来，又形成了昆虫数值分类学、支序分类学、化学分类学、细胞分类学、分子分类学等分支。

### 昆虫生理学
探讨昆虫组织、器官的机能和代谢规律等。包括昆虫组织学、昆虫生物化学、昆虫电生理学、昆虫分子生物学等。

### 昆虫生态学
研究昆虫与环境的关系。从个体、种群、群落、生态系统等层次探讨昆虫数量动态、群落演替规律。目前，除有按研究层次分的个体生态学、种群生态学、群落生态学、生态系统生态学外，还有昆虫数学生态学、化学生态学、分子生态学、生理生态学、地理生态学、资源生态学、景观生态学等分支。

## 应用昆虫学
应用昆虫学又叫经济昆虫学，是利用昆虫生命活动的固有规律造福人类的科学。它既是昆虫学产生的主要原因，又是人们研究昆虫的目的所在。根据不同的角度和范围，应用昆虫学又可分为：

### 资源昆虫学
研究昆虫产物（分泌物、排泄物、内含物等）或昆虫体本身可作为人类资源利用，具有重大经济价值，种群数量具有资源特征的一类昆虫。

### 农业昆虫学
研究农业害虫的发生、发展、消长规律及防治措施。农业昆虫学不仅要以害虫为研究对象，还要研究被害植物受害后的反应，提高其耐害力和抗虫性，并研究治理策略和以作物为中心的综合防治措施。作为农业昆虫学组成部分的植物检疫有独立成为分支学科的趋势。

### 森林昆虫学
研究活林木、苗木、竹木材害虫的发生规律及防治方法。

### 医学昆虫学
研究直接寄生、蛰刺、骚扰、恐吓人类，污染人类食物，传播人类疾病的害虫的发生规律和防治措施。

### 法医昆虫学
是应用昆虫及其他自然科学的理论与技术，研究并解决司法实践中有关昆虫问题的一门科学。

### 城市昆虫学
研究城市环境中有害昆虫的种类、习性、发生规律及治理措施。

### 昆虫毒理学
运用昆虫生理生化方法研究药物对昆虫的中毒机理以及选择性药剂的解毒机理、昆虫的抗药性机理等，为合成新农药和解决抗性问题提供依据。

### 植物化学保护
研究植物、病虫及化学农药三者之间的关系，提出合理使用化学农药以达到安全、经济、有效地保护经济作物不受病、虫、杂草损害的方法与措施。

### 害虫生物防治
研究利用害虫天敌控制害虫的理论和实践的一门学科。

### 昆虫病理学
研究昆虫的寄生性细菌、真菌、病毒、微孢子虫、线虫等寄生物对昆虫造成的病理变化、诊断及流行规律。为提高生物防治效率提供依据。
除此之外，应用昆虫学还包括果树昆虫学、蔬菜昆虫学、储藏物昆虫学、资源昆虫学、推广昆虫学、养蚕学、养蜂学、兽医昆虫学等。

## 文化昆虫学
文化昆虫学是20世纪80年代初期形成的一门文理交叉学科，主要研究昆虫对人类文化的影响，包括民族昆虫学、民俗昆虫学、神话昆虫学、文学昆虫学等方面。

## 古昆虫学
古昆虫学是古生物学的一个重要分支，是研究保存在岩层中的昆虫遗体和遗迹的科学。主要有化石昆虫分类学、古昆虫生态学、古昆虫地理学等分支。近年来，在古昆虫生物化学和古昆虫分子生物学等方面也有不少新发展。

## 技术昆虫学
技术昆虫学或称昆虫学技术，是探讨昆虫学研究中所用技术的科学。包括昆虫标本的采集、制作、管理，昆虫的饲养、调查、摄影、绘图，昆虫学常规仪器的使用与维修、昆虫学文献的检索与利用等，是昆虫学的一个重要组成部分。

## 參閲
- 維克多·格列賓尼科夫（英语：Viktor Grebennikov）